# Dornahalli, Krishnarajanagara
Dornahalli là một làng thuộc tehsil Krishnarajanagara, huyện Mysore, bang Karnataka, Ấn Độ.